# Ġgantija
Ġgantija (Džgantija) je neolitski megalitski tempeljski kompleks na malteškem otoku Gozo. Neolitski graditelji so v Ġgantiji v obdobju od leta 3.600 do 2.500 pr. n. št. postavili dva templja, ki sta več kot 5.500 let starejša od drugih najstarejših verskih zgradb na svetu.  V templjih so verjetno častili boginjo Mater plodnosti. Arheologi so prepričani, da so številne figurice in kipi, ki so jih našli, povezani ravno s tem kultom. Templji v Ġgantiji so najstarejši v nizu megalitskih templev na Malteškem otočju.
Gozitanska legenda pravi, da so templje zgradili giganti, ki so jima dali tudi ime: Ġgantija namreč pomeni ″stolp velikanov″.

## Opis
Templja Ġgantija stojita v osrednjem delu otoka Gozo na robu planote Xagħra. Templja stojita drug ob drugem, oba pa obdaja visoko obzidje. Južnejši tempelj je večji in starejši in tudi bolje ohranjen. Zgrajen je bil verjetno okrog leta 3.600 pr. n. št..  Tempelj je sestavljen iz petih velikih apsid, ki so razporejene v obliki petperesne deteljice. Podobno razporeditev prostorov imajo tudi drugi neolitski templji na Malti in Gozu. Med bloki so še vidni ostanki ometa, ki je nekoč prekrival sicer grobo zidane stene.
Notranji bloki zgradb so zasuti z drobirjem, polkrožne apside pa so med seboj povezane z osrednjim vzdolžnim hodnikom. Arheologi so prepričani, da so imele apside prvotno tudi streho. Zgradbe postanejo še bolj impresivne, ker so bile zgrajene v času, ko prebivalci Malte še niso poznali niti kovinskega orodja niti kolesa. V okolici templjev  so našli majhne okrogle kamne, ki so pri transportu ogromnih blokov verjetno služili kot kroglični ležaji.
Templja v Ggantiji sta, tako kot vsi megalitski templji na Malti, obrnjena proti jugovzhodu. Južni tempelj je visok do šest metrov. Na njegovem vhodu je velik kamnit blok z vdolbino, kjer bi lahko bil prostor za obredno umivanje pred vstopom v svetišče. V apsidah stojijo različno oblikovani oltarji, ostanki živalskih kosti v njihovi bližini pa kažejo na to, da so verjetno služili za žrtvovanje živali.

## Arheološka izkopavanja
Prebivalci Goza so za svetišča vedeli že od nekdaj. Francoski slikar in graver Jean-Pierre Hoüel (1735-1813) je konec 18. stoletja še pred začetkom prvih izkopavanj narisal dokaj natančen načrt obeh svetišč. Leta 1827 je guverner Goza, polkovnik John Otto Bayer, ruševine očistil, tako da so se zemlja in ruševine, ki jih je odstranil, izgubile brez kakršnekoli strokovne raziskave. Škodo, ki je nastala, je delno popravil nemški umetnik Brochtorff, ki je nahajališče leto ali dve po odstranitvi ruševin naslikal. 
Po ″izkopavanjih″ leta 1827 so ruševine začele propadati. Zemljišče je bilo nato v privatni lasti vse do leta 1933, ko so ga podržavili. Obširna arheološka izkopavanja so v letih 1933, 1936, 1949, 1956-57 in 1958-59 opravili arheologi državnega muzeja. Namen izkopavanj je bil očistiti in raziskati ruševine in okolico in jih zavarovati pred nadaljnjim propadanjem. 
Templja v Gganiji so leta 1980 uvrstili na seznam Unescove svetovne dediščine. Leta 1992 so na seznam uvrstili tudi druge megalitske templje na Malti in Gozu in seznam preimenovali v ″Megalitski templji na Malti″. Na seznamu so zdaj tudi templji Ħaġar Qim, Mnajdra, Ta' Ħaġrat, Skorba in Tarxien.